# Valli secche McMurdo
Le valli secche McMurdo  (in inglese McMurdo Dry Valleys) sono delle valli desertiche del canale McMurdo nella terra della regina Victoria, Dipendenza di Ross, in Antartide.
Localizzate ad una latitudine di 77° 30′ S ed una longitudine di 162° 00′ E, si estendono in un'area di 200 km di lunghezza per 80 km di larghezza e rappresentano la più estesa superficie libera dai ghiacci in Antartide. 
La regione include diverse aree di interesse geologico come il lago Vanda ed il fiume Onyx, il più lungo fiume dell'Antartide; inoltre va citato il lago Don Juan, ritenuto il bacino idrico con la più elevata salinità al mondo. Da nord a sud le valli principali sono la valle Victoria la valle di Wright e la valle di Taylor. 
A causa della scarsa umidità e della bassa temperatura le valli sono uno dei deserti più estremi al mondo.